# Partido di Maipú
Il partido di Maipú è un dipartimento (partido) dell'Argentina facente parte della provincia di Buenos Aires. Il capoluogo è Maipú.